# Боровский, Артём Сергеевич
Артём Сергеевич Боровский (род. 16 сентября 1999 года, Минск) — белорусский прыгун в воду. Многократный чемпион Белоруссии.

## Биография
Начал спортивную карьеру в 5 лет. В 16 лет выполнил разряд мастера спорта Республики Беларусь международного класса.
Артём является многократным победителем чемпионатов и кубков Республики Беларусь по прыжкам в воду.
С 2015 года входит в состав национальной сборной Белоруссии. В 2017 году на чемпионате Европы в Киеве в паре с Вадимом Каптуром занял 4 место в синхронных прыжках с 10-метровой вышки.
Также в паре с Вадимом Каптуром завоёвывал медали на этапах Гран-при.